# Shurṭah al-Dākhlah
Shurṭah al-Dākhlah es un distrito de la gobernación de Nuevo Valle, Egipto. En julio de 2017 tenía una población estimada de 89 868 habitantes.
Se encuentra ubicado al suroeste del país, en el desierto Líbico, cerca de la frontera con Sudán y Libia.